# 교부 철학
교부 철학(敎父哲學, patristic philosophy)은 교부, 다시 말해 이단에 맞서 교회의 이론을 세운 사람들의 기독교 신학을 바탕으로 하는 철학을 일컫는다. 교부철학은 흔히 종교철학에서 다루어지는 한 분야이지만, 전문적인 연구는 주로 가톨릭 신학의 교부신학에서 하고 있다. 때문에 교부철학과 교부신학은 연구 분야는 같다. 하지만  방법론, 특히 교부들의 이론을 해석하는 데에 차이가 있다.
사상사적으로 교부철학으로서 총괄하는 경우 초기의 그리스도교 호교가나 교부의 서적에 나타나는 철학적 요소를 가리키기 때문에 반드시 전기한 조건의 저술가에만 한하는 것은 아니다. 이러한 저술가는 본질적으로 철학자이기보다도 신학자였었으나 그리스도교가 진전됨에 따라서 필연적으로 생겨난 기존(旣存)의 사상(그리스 철학, 유대교)과의 대결·동화(同化) 과정에서 그리스도교 신학사상을 형성하고 심화시켜 나갔다. 
교부철학의 시대는 대체로 다음의 3기로 나눌 수 있다. ⑴ 1세기에서 2세기에 걸친 시기. 그리스도교에 처음으로 사상적 표현을 부여한 것은 사도 바울인데, 그의 1신론(一神論), 로고스 그리스도론에서 이미 철학적 요소를 엿볼 수 있다. 요한의 복음서에서 볼 수 있는 로고스 사상은 기원에 있어서나 표현에 있어서나 반드시 철학적은 아니었지만 그 후의 신학자는 이것을 철학적으로 해석하여 전파시켰다. 2세기에는 외경에 부정적 형용사에 의해 철학적으로 묘사된 신이 나타났는데 이 경향은 그노시스주의자에서 한층 강해진다. 그노시스주의의 활동과 이교으로부터의 공격에 대응해서 호교가에 의해 이론적 투쟁이 전개된다. 이때 유대교 호교론적 전통의 영향 외에 플라톤주의, 스토아 학파, 극히 소수이기는 하나 회의주의의 영향이 배경에 나타난다. 유스티누스는 그리스도교의 진정한 철학으로써 이성적(理性的) 탐구를 포기하지 않고, 철학에 의한 그리스도교 진리의 논증에 노력했으며, 일레나에우스는 크세노파네스에게서 신에 관한 개념을 끌어내어 전통 신앙을 옹호하였다. ⑵ 2세기 후반, 알렉산드리아의 클레멘스와 오리게네스의 활약에 힘입어 그리스도교 신학은 철학적으로 크게 발전하였다. 그들은 피론, 플라톤, 아리스토텔레스, 스토아 학파의 문헌을 최대한으로 이용했다. 신의 선재(先在), 그리스도의 신성(神性)의 분석, 윤리적 개념 등에 그 영향이 명백하다. 또한 피론을 본받아 비유적 방법을 신학에 도입했다. ⑶ 공인(公認) 이후는 신학적인 논쟁이 왕성해져서 고대 그리스도교 교리를 확립하는 노력이 이루어진다. 철학적 사색의 중심을 차지하고 있던 신과 그리스도에 관한 의론(議論)도 31론, 그리스도론 등 카파도키아 3교부를 거쳐 아우구스티누스에서 완성되었다.